# 沃尔夫冈·西格尔
沃尔夫冈·西格尔（德語：Wolfgang Sigl，1972年12月23日—），奥地利男子赛艇运动员。他曾代表奥地利参加世界赛艇锦标赛，获得四枚金牌。他也曾参加1996年、2000年和2004年夏季奥运会。